# Fendi

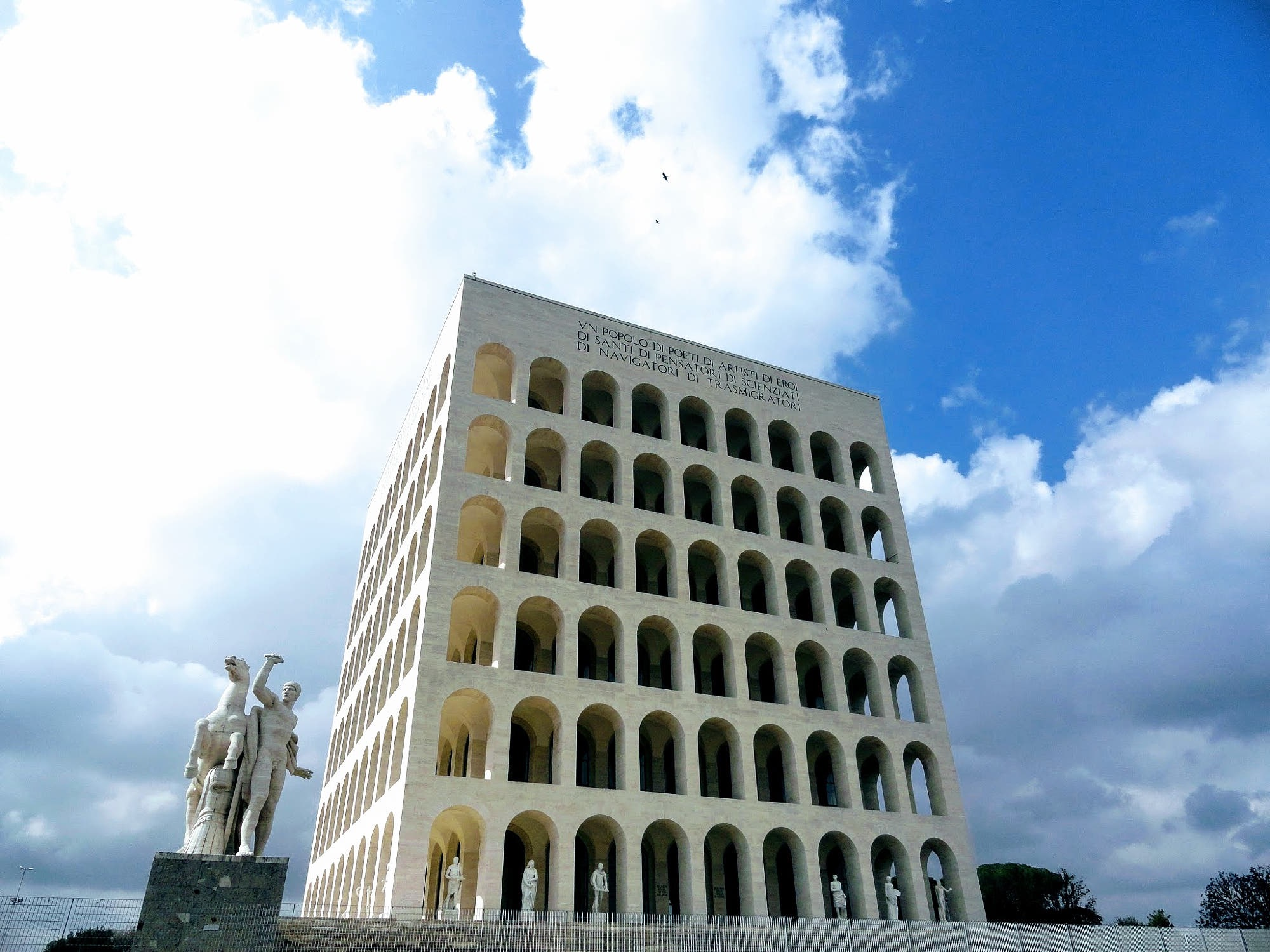

A Fendi divatházat Adele Casagrande (később Adele Fendi) és Edoardo Fendi alapította 1925-ben, Rómában még ebben az évben összeházasodtak. A Fendi család egy kis manufaktúrát működtetett az olasz főváros egyik forgalmas utcájában, a Via del Plebiscitón, és ebből nőtte ki magát a divatvilág egyik meghatározó márkájává. Eredetileg bundákat és bőrárukat gyártó vállalkozás volt, ám mostanra már az ékszerektől a bútorokig minden megtalálható kínálatukban. A kezdeti hatás jelenleg is megfigyelhető kollekcióikban. Jelenleg is fontos alapanyag a bőr és a szőrme. 
1954-ben meghalt Edoardo Fendi, és a házaspár 5 lánya (Paola, Anna, Franca, Carla, Alda) bekapcsolódott a családi üzletbe. Ez a változás hozta meg a vállalkozás számára a fejlődést, ugyanis a lányok lendületet adtak, és új ötleteket, friss energiát hoztak a divatház életébe. 
Az igazi áttörés 1965-ben történt, amikor a Fendi lányok meghívták a fiatal német tervezőt, Karl Lagerfeldet  a ház vezető tervezői székébe. Lagerfeld megreformálta a szőrme viselését, mely egy lágy, divatos részévé vált az öltözéknek. Ő tervezte a divatház ikonikus fekete-barna dupla F logóját. Első közös kollekciójuk 1966-ban jelent meg, és elsöprő sikert aratott. A bemutató után a Fendi elkezdett terjeszkedni az Amerikai Egyesült Államokban is, ugyanis Martin Traubot, a Bloomingdales üzletlánc igazgatóját lenyűgözte a kollekció, ezért Fendi-termékeket kezdett árusítani.
1969-ben bemutatták első Ready-to-Wear kollekciójukat.
Közel 10 évvel később, 1978-ban az alapító Adele Casagrande 81 éves korában elhunyt. A lányok anyjuk halála után közösen dolgoztak a divatházban Karl Lagerfeld oldalán.
A 80-as években mind kínálatban, mind globálisan is terjeszkedett.
1990-ben megjelentették első férfi parfümüket.
1997-ben Silvia Venturini Fendi (Adele Fendi unokája) megtervezte az ikonikus és  világszerte közkedvelt táskát, a Baguette-bag-et. A baguett táskát az 1998-ban indult Szex és New York című sorozat tette világhírűvé. A táskát olyan sztárok viselték, mint Madonna, Julia Roberts, Naomi Campbell vagy Gwyneth Paltrow.
1999-ben az öt testvér eladta a divatházat az LVMH-nak, és azóta is ők üzemeltetik. Ma már csak Anna lánya, Silvia dolgozik a cégnél. Karl Lagerfeld több, mint 50 éve részese a vállalat életének. és az ő „házasságuk” a divatvilág eddigi leghosszabb együttműködése. 
A divatház központja Rómában, az EUR negyedben található. A Palazzo della Civiltá Italianát 2015-ben vásárolták meg. Az épület 1937-ben épült Benito Mussolini kezdeményezésére. A több, mint 8000 négyzetméteres és körülbelül 60 méter magas építmény a neoklasszicista és a fasiszta építészeti stílus ötvözete.

A Fendi számos különleges divatbemutatót tartott. 2007-es bemutatójuknak a kínai nagy fal adott helyet, amely a Holdról is látszódott.
2016-ban a Rómában található Trevi-kútban rendeztek bemutatót. A kút felszínére egy üveglapot helyeztek, a modellek ezen vonultak fel. De a legjelentősebb show-t az új székház megnyitójára csinálták 2015-ben. A Palazzo della Civiltá Italiana nyitott ablakai előtt sorakoztak fel a modellek. „Ez egy varázslatos pillanat volt a Fendi-nek” – nyilatkozta Karl Lagerfeld.
2015 novemberében újra megnyitották a Fendi Palace-t, vagyis a Fendi Palotát, fennállásuk 90. évfordulójának megünneplésére. Ez a divatház legnagyobb és legelőkelőbb üzlete, mely a Via Condotti egyik mellékutcájában található, Róma szívében. Az épületben található egy privát szoba, ahol a fontos vendégeket várják, 7 hotelszoba, japán étterem és egy kilátó. „A Fendi palota több egy egyszerű üzletnél” – nyilatkozta Pietro Baccari, a jelenlegi vezérigazgató. „Nincs még egy olyan hely, ami reprezentálja a Fendi luxusról kialakított képét. Egy látogatás a Fendi Palace-ben egy életre megváltoztatja az illető viszonyát a márkához.”
A Fendi a 60-as évek óta a divatvilág egyik meghatározó alakja, kiváló minőségű termékei, egyedi bőr és szőrme felhasználási technikái miatt.